# Laußig

Laußig  est une commune de Saxe (Allemagne), située dans l'arrondissement de Saxe-du-Nord, dans le district de Leipzig. Elle est formée des villages Laußig, Gruna et Pristäblich en 1973 et 1974. En 2007 l’ancienne commune de Kossa avec les villages de Kossa, Authausen, Durchwehna, Görschlitz et Pressel rejoint la commune de Laußig,.

## Personnalités liées à la ville
- Günther Gereke (1893-1970), homme politique né à Gruna.